# Hemitriptèrids
Els hemitriptèrids (Hemitripteridae) són una família de peixos teleostis de l'ordre Scorpaeniformes, que es distribueixen pel nord-oest de l'oceà Atlàntic i nord del Pacífic. Es coneixen com a xurrascos corb.

## Gèneres i espècies
Existeixen 8 espècies agrupades en 3 gèneres:
- Gènere Blepsias (Cuvier, 1829)
  - Blepsias bilobus (Cuvier, 1829)
  - Blepsias cirrhosus (Pallas, 1814)
- Gènere Hemitripterus (Cuvier, 1829)
  - Hemitripterus americanus (Gmelin, 1789)
  - Hemitripterus bolini (Myers, 1934)
  - Hemitripterus villosus (Pallas, 1814)
- Gènere Nautichthys (Girard, 1858)
  - Nautichthys oculofasciatus (Girard, 1858)
  - Nautichthys pribilovius (Jordan i Gilbert, 1898)
  - Nautichthys robustus (Peden, 1970)